# 黃宜
黃宜（1371年—？），字子儀，福建福州府寧德縣人，民籍，明朝政治人物。進士出身。

## 生平
縣學生，福建鄉試第五十三名。建文二年（1400年）庚辰科會試第六十六名，殿試登進士三甲。

## 家族
曾祖父黃必翁、祖父黃應良，父亲黃回。